# Nadanie prawa miejskiego Gryficom w 1262 r.

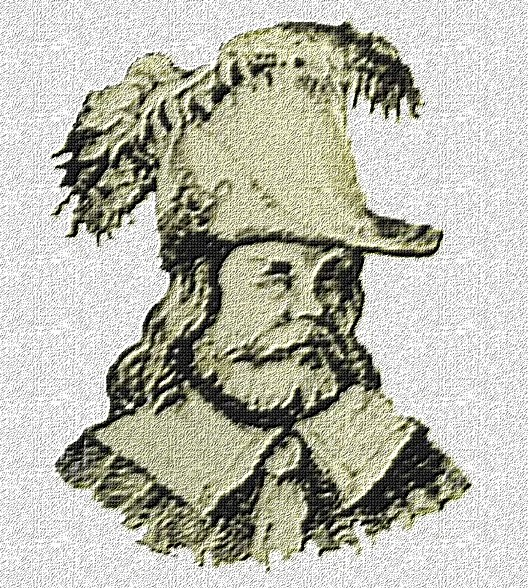
Warcisław III, książę dymiński

Nadanie prawa miejskiego Gryficom – akt nadania prawa miejskiego Nowemu miastu nad Regą (dziś Gryfice) na prawie lubeckim, wystawiony przez Warcisława III w 1262 r. nad Świną.
Oryginał dokumentu nie zachował się do dziś. Treść jego znana jest z późniejszych odpisów, m.in. archiwów miasta, kroniki miejskiej oraz Kodeksu Friedricha von Dregera pod nazwą (łac.) Euanescunt simul cum tempore. Zawiera informację o nadawcy prawa miejskiego, wyznaczonym zasadźcy, ilości nadanych i rozdzielonych ziem (łanów), przywilejów i zwolnień podatkowych oraz o osobach, którzy dokument poświadczyli. Akt ten umożliwiał również swobodny rozwój samorządności lokalnej i podejmowania częściowo samodzielnych decyzji w kwestiach gospodarczych, handlowych i usługowych miasta.

## Warcisław III i Barnim I Dobry
W połowie XIII w. Pomorzem Zachodnim rządzili książęta z pomorskiej dynastii Gryfitów – Warcisław III i Barnim I Dobry, którzy w celu wzmocnienia swojej władzy zachęcali do osiedlania się na tych terenach. Barnim I, książę na Szczecinie, władał obszarami wschodnimi (obszar obejmujący m.in. Przęcław, Gardziec, Widuchowę, Pyrzyce, Szczecin, Dąbie – po M. Bałtyckie z wyspą Uznam) i osiedlał tu przede wszystkim ludność niemiecką. Natomiast Warcisław III, książę dymiński, który rządził na terenach zachodnich (ziemie położone nad Dołeżą i Pianą, wzdłuż Bałtyku od Barda przez Greifswald do Wolgastu i dalej od Wolina po linię na wschód od Regi – obejmowały m.in. Kamień, Wolin, Nowogard, Trzebiatów, Łobez, Płoty i początkowo Stargard), namawiał do osiedlania się osadników holenderskich i duńskich. Od 1234 r. Barnim I i Warcisław III konkurowali ze sobą w zakładaniu miast. Warcisław ufundował m.in. dzisiejszy Demmin (1249 r.), Greifswald (1250 r.) i Kołobrzeg (1255 r.).

## Dokument lokacyjny
Warcisław III, książę dymiński w 1262 r. wydał dokument lokacyjny (łac.  Euanescunt simul cum tempore) na prawie lubeckim, w którym przyszłe miasto otrzymało prawa miejskie, a także 100 łanów ziemi w okolicach dolnego biegu rzeki Regi. Dokument lokacyjny określał nazwę miasta, jako (łac.) Nova civitas super Regam (pol.) Nowe miasto nad Regą (dziś Gryfice), także przewidywał nadanie 4 łanów ziemi wcześniej założonemu kościołowi. Treść dokumentu w języku łacińskim jest znany m.in. z Pommersches Urkundenbuch, cyt.

Wartislaus dei gratia dux Diminensis universis Christi fidelibus et omnibus hoc scriptum intuentibus salutem in Jesu Christo. Euanescunt simul cum tempore, que geruntur in tempore, nisi recipiant voce testium aut scripture memoria firmamentum. Qua propter notum esse cupimus tam presentibus quam futuris, quod nos noue ciuitati super Regam centum mansos et quatuor mansos ecclesie eiusdemciuitatis duximus perpetuo conferendos cum decime integritate. Ex istis centum mansis contulimus Jacobo de Trebetowe possessori dicteciuitatis viginti mansos cum jure civitatensi et jure feodali suisque heredibus perpetuo possidendos. Ex istis iterum centum mansis contulimus decem militibus et famulis triginta mansos, ita tamen quoad usque ibidem manserint pareant juri ciuili. Preterea contulimus fluvium adjacentem, qui Rega dicitur, supra notate ciuitati cum omni libertate usque ad salsum mare.Insuper idem ius, quod Gripeswolde de Lubeke habetur, nostre contulimus ciuitati. Ab illo tempore quod dicta ciuitas sumpsit initium, ipsi decem annis ab importuna petitione contulimus libertatem. Preterea ad edificia nemus et ligna, que nostra esse dinoscuntur, ipsis indulgemus et ea que nostris possumus obtinere precibus et rogatu. Theloneum uero sicut Gripeswalde possidebunt. Cum hec agerentur hi testes astiterunt: dominus Borco, Kazimarus, Bispraus camerarius, Heinricus Ursus, Bertoldus aduocatus, Tessen, Teslaus Primzlavitz, Domasslavus, Dobesslaus, Gnewomer, Woien, Nicolaus Tezbesslauitz, Trebemer, Hermannus et Bertoldus Doringi, Johannes Troie et alii milites, Jacobus de Trebetowe et consules dicte civitatis. Datum super Zwinam anno domini M.CC.LXII.

W tłumaczeniu dokument przyjmuje następującą treść:

Warcisław z Bożej łaski książę dymiński. Wszystkim wiernym w Chrystusie i wszystkim to pismo czytającym pozdrowienia w  Jezusie Chrystusie. Ginie wraz z czasem to, co dzieje się w czasie, gdyby nie otrzymało świadectwa słowem lub trwałości na piśmie. Dlatego chcemy, aby tak tu obecnym, jak i przyszłym było wiadome, że my naszemu nowemu miastu nad Regą nadaliśmy w wieczne posiadanie 100 łanów, a cztery łany kościołowi tegoż miasta wraz z całą dziesięciną. Z tychże stu łanów daliśmy Jokobowi von Trebetow właścicielowi wspomnianego miasta 20 łanów z prawem miejskim i prawem lennym, i jego dziedzicom w wieczne posiadanie. Z tychże zatem 100 łanów daliśmy 10 rycerzom, a służbie 30 łanów, jednak tak, aby jak długo tam pozostaną, posłuszni byli miejskiemu prawu. Oprócz tego, daliśmy wyżej wspomnianemu miastu, przyległą rzekę, którą zwą Regą, z zupełną wolnością aż do morza. Ponadto to prawo, które Gripeswolde z Lubeki posiada, nadajemy naszemu miastu. Od tego czasu, od którego wspomniane miasto wzięło początek, daliśmy mu na przeciąg dziesięciu lat wolność od niedogodnych powinności. Prócz tego do budowy oddajemy im las i drzewo, które są nasze, i te rzeczy, które naszymi prośbami i żądaniem możemy otrzymać. Zaś cło, jak Gripeswalde, mieć będą w posiadaniu. Gdy te rzeczy się działy ci świadkowie byli obecni: Pan Borco, Kazimarus, Bispraus – komornik, Heinricus Ursus, Bertoldus – wójt, Tessen, Teslaus Primzlavitz, Domasslavus, Dobesslaus, Gnewomer, Woien, Nicolaus Tezbesslauitz, Trebemer, Hermannus i Bertoldus Doringowie, Johannes Troie i inni rycerze, Jacobus de Trebetowe i rajcowie wspomnianego miasta. Dan nad Zwiną roku pańskiego 1262.

### Toponimia
Nazwa miasta nadana przez Warcisława III nie ma etymologicznego i semantycznego podłoża. (łac.) Nova civitas super Regam (pol.) Nowe miasto nad Regą można tłumaczyć jako:
- nowe, które powstało obok już istniejącego nad Regą, np: (łac.) civitatis Trebetow (pol.) miasto Trzebiatów, gród istniejący od IX w.[13], choć prawa miejskie otrzymał dopiero 6 maja 1277 r.[14], lub inne miejsce, które zostało wcześniej spalone bądź zburzone np. (łac.) Naclam (pol.) Niekładź (koło Gryfic)[15],
- nowe, po przeciwnej stronie Regi, z uwagi na słowo (łac.) super, supra, które oznacza w jęz. polskim także - po przeciwnej stronie, np: miejsce, które jeszcze do niedawna archeologowie i historycy utożsamiali z grodem, który dał podstawę do lokacji miasta[16][17],
- nowe, które powstało w Księstwie Dymińskim. W Polsce, Czechach i Słowacji odnaleźć można kilka podobnych nazw, np. Nowe Miasto nad Pilicą, Nowe Miasto nad Wartą, Nowe Miasto nad Metują i Nowe Miasto nad Wagiem.

### Ustalenie daty dziennej dokumentu
Założenie 1

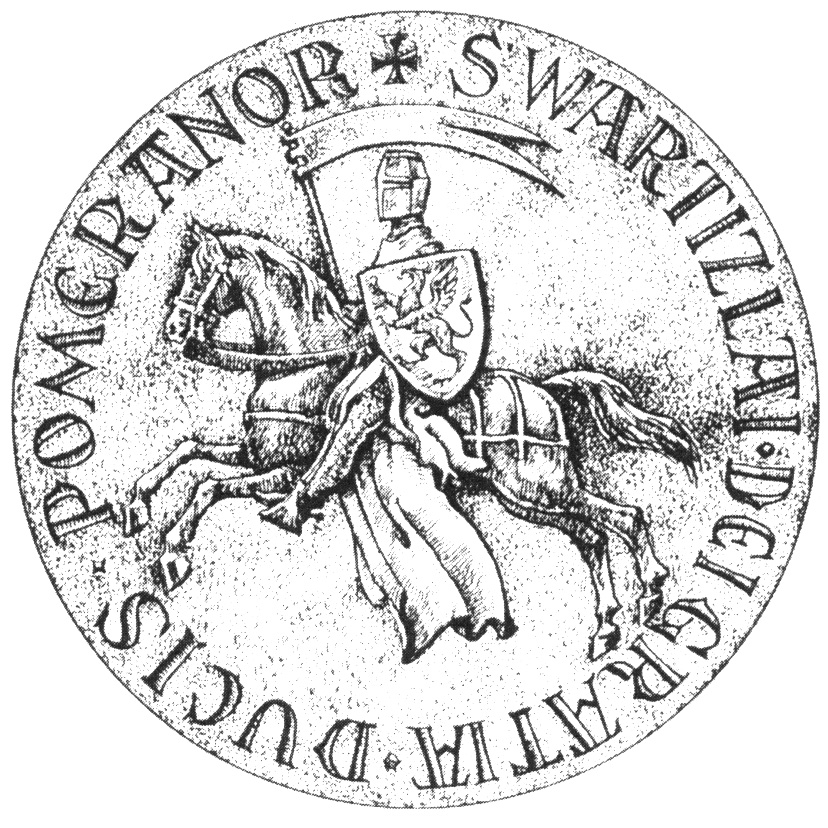
Pieczęć Warcisława III z 1242 r.

Najprawdopodobniej dokument został wydany na przełomie od 19 października do 31 grudnia 1262 r. Świadczyć może o tym, choć niekoniecznie – chronologia ułożenia dokumentów w Pommersches Urkundenbuch, gdzie ostatni dla roku 1262 nosi datę dzienną – 18 października, a kolejny dopiero z 21 stycznia 1263 r. Dokument z Pommersches Urkundenbuch Warcisława III z nadań dla katedry kołobrzeskiej wsi Bogentin, który chronologicznie jest ułożony przed lokacyjnym – zawiera adnotację (łac.) Anno Dominice incarnacionis M.CC.LX.II. (pol.) W roku wcielenia Pańskiego = 25 grudnia 1262 r. (w odróżnieniu od łac. in die anunciacionis virginis Marie, pol. święto Zwiastowania = 25 marca).
Dokument nadano nad Świną (łac.) super Zwinam, podobnie jak lokacyjny dla (łac.) Nova civitas (dziś Gryfice), wystawił go ten sam książę – Warcisław III. Prawdopodobnie datę nadania prawa miejskiego obejmują – dnie po 25 grudnia 1262 r. W średniowiecznych dokumentach za początek roku uważano dzień 25 grudnia, zwany stylem Narodzenia Pańskiego (łac.) a Nativitae Domini, bądź 1 stycznia, który był nazywany stylem Obrzezania (łac.) stilus a Circumcisione (rozpowszechniony od XIII w. przez Kościół katolicki – kalendarz kościelny, choć jeszcze ówcześnie rzadko stosowany). Dokument Barnima I z nadań dla klasztoru pyrzyckiego augustianek, który nosi datę roczną 1262 r., jest umieszczony po lokacyjnym dla Gryfic. Być może wystawiony został w tym samym dniu, stąd wniosek, że w Pommersches Urkundenbuch dla zbioru dokumentów zastosowano styl Obrzezania, a w samych dokumentach - Narodzenia Pańskiego.
Z daty można wyłączyć dnie: 26 grudnia – dzień św. Szczepana, męczennika (łac.) Nativitas Stephani prothomartiris, 27 grudnia – dzień św. Jana Apostoła i Ewangelisty (łac.) Nativitas Johannis apostoli et evangeliste oraz 28 grudnia, określany mianem (łac.) in die martirum innocentum (pol.) dzień Niewinnych Młodzianków, które to w zapisach dokumentacyjnych są często stosowane, a nie są ujęte w akcie nadania prawa miejskiego. Pozostałby okres od 29 do 31 grudnia 1262 r., czyli 5, 6 i 7 dzień oktawy Narodzenia Pańskiego, który hipotetycznie przypada na czas podpisania dokumentu lokacyjnego. 
Założenie 2
Wątpliwości w stosunku do dziennej datacji dokumentu nadal jednak pozostają pod znakiem zapytania. Czy kanceliści książęcy (łac.) capella stosowali ówcześnie styl Obrzezania, czy nadal funkcjonował stary system określenia Nowego Roku, tj. styl Narodzenia Pańskiego? To drugie jest bardziej prawdopodobne, o czym wspomina m.in. Józef Szymański na łamach swojej publikacji Nauki pomocnicze historii. Przy założeniu, że początek roku kalendarzowego nadal stanowił 25 grudnia według stylu Narodzenia Pańskiego i że dokumenty w Pommersches Urkundenbuch są ułożone chronologicznie – to wynikałoby, że nadanie lokacji odbyło się w kolejnym 1263 r.
Założenie to można poddać pod dyskusję, ponieważ trudno jest udowodnić pomyłkę duchownych kancelistów i późniejszych kopistów, którzy sporządzali i powielali dokumenty. Wątpliwość staje się czytelna, ponieważ zapis daty rocznej dokumentu (M.CC.LXII. = 1262), w późniejszych odpisach jest identyczny i nie posiada cech rozbieżności. Pozostając przy tej uwadze – autorzy Pommersches Urkundenbuch raczej musieliby umieścić te dokumenty na początku roku 1262, aby zachować chronologię datacji źródeł, o ile chronologia tu miałaby być zachowana.
Założenie 3
Wiadomo jest, że dokument nadania dla katedry kołobrzeskiej wsi Bogentin został wydany 25 grudnia 1262 r., gdzie zaraz za nim został umiejscowiony dokument lokacyjny dla (łac.) Nova civitas (dziś Gryfice)  – oba zostały podpisane przez tego samego wystawcę, w tym samym miejscu i wręczone ich odbiorcom. Można wysnuć kolejne założenie, że oba zostały podpisane w tym samym dniu, tj. 25 grudnia 1262 r. Sugerowanie tej daty byłoby o tyle trafne, że obu nadaniom towarzyszył pierwszy dzień świąt bożonarodzeniowych, wielu zgromadzonych dostojnych gości z wyższych sfer stanów średniowiecznych (rycerstwa i duchowieństwa), powaga i ranga wydarzeniu, jaka miałaby towarzyszyć nadaniu prawa miejskiego nowemu miastu.
Sugestia mogłaby wydać się dość interesująca, tylko zaraz za tym nasuwa się kolejne pytanie – dlaczego jest brak w dokumencie lokacyjnym adnotacji: cyt. (łac.) Anno Dominice incarnacionis M.CC.LX.II. (pol.) W roku wcielenia Pańskiego = 25 grudnia 1262? Przy tak ważnych dokumentach jak nadanie prawa miejskiego takiej raczej by nie pominięto, podobnie jak nie pominięto przy nadaniu wsi Bogentin.
Wnioski końcowe
Przeciw
- dokumenty z roku 1262, które nie posiadają znamion daty dziennej nie mają żadnego związku chronologicznego z pozostałymi.

Za
- dokument został wydany pomiędzy 29 a 31 grudnia 1262 r., choć niewykluczone jest, że mogło to nastąpić 25 grudnia 1262 r.,
- chronologicznie winien być umiejscowiony, jako drugi w Pommersches Urkundenbuch pod rokiem 1262, zaraz po nadawczym z 25 grudnia 1262 wsi Bogentin dla katedry kołobrzeskiej, który wyznaczał Nowy Rok kalendarzowy.

## Dyskusje wokół wystawcy dokumentu
W starszej literaturze przedmiotu można odnaleźć informację, że nadawcą prawa miejskiego był Warcisław II (G. Kratz, S. Rzeszowski). W sumie to nie wiadomo, o którego z książąt tak dokładnie autorom chodziło. Do książąt pomorskich o tym imieniu należeli: Warcisław II Świętoborzyc, syn Świętobora Starszego, kasztelan szczeciński (zm. w 1196 r.), Warcisław II zwany Młodszym, syn Warcisława, kasztelan szczeciński?, fundator klasztoru cystersów w Kołbaczu (zm. w 1232 r.), Warcisław II, książę gdański, syn Świętopełka Wielkiego i Ermengardy (ur. ok. 1237 r., zm. 9 maja 1271 r.) Tenże znowuż z ziemiami Pomorza Zachodniego nie miał nic wspólnego, choć biorąc pod uwagę datę jego śmierci mógł być błędnie identyfikowany, z właściwym nadawcą dokumentu lokacyjnego.
Dokument lokacyjny dokładnie określa tytulaturę Warcisława – z Bożej łaski książę dymiński (łac.) Dei gratia dux Diminensis (Księstwo Dymińskie powstało ok. 1211 r. jako wyodrębniona dzielnica z Księstwa Szczecińskiego). Wśród ówczesnych książąt dymińskich nie odnajdujemy Warcisława II, poza znanym  – Warcisławem III. Rządy tego ostatniego w Księstwie Dymińskim przypadają na lata 1225-1264 i tenże był właściwym wystawcą dokumentu lokacyjnego dla (łac.) Nova civitas super Regam (dziś Gryfice).

## Początki miasta

### Badania archeologiczne
Dotychczasowa literatura przedmiotu przekazywała informacje, że początek miastu dały trzy osady z ok. X w., z czego jedna (być może gród?) mogła stanowić podłoże pod przyszłą lokację. Lokowanie miasta na terenie zagospodarowanym sprzed XIII w. potwierdziły współczesne badania archeologiczne przeprowadzone przez Marka Dworaczyka. Badania, które datowały odkrycie na V okres epoki brązu (okres halsztacki) – kultura łużycka wykluczyły ciągłość osadniczą i związki ze średniowiecznym grodziskiem w Lubiniu, położonym ok. 4 km od Gryfic, które we wcześniejszych przypuszczeniach sugerowały exodus ówczesnych mieszkańców do nowo powstałego miasta.

### Wyznaczenie terenu pod zasiedlenie
O lokacji miast decydowały różne czynniki: położenie, rozwijające się w okolicy osadnictwo, przebiegające szlaki handlowe, gleby, obfite lasy, wody, surowce mineralne i warunki klimatyczne. Teren pod przyszłą lokację spełniał te warunki. Dość ciekawym aspektem zasiedlenia terenu miasta jest zawarta wzmianka z nadania prawa miejskiego w 1262 r., gdzie uposażono również istniejący już kościół (zbudowany z drewna; ceglany rozpoczęto stawiać dopiero pod koniec XIII w.), stojący w miejscu bądź pobliżu obecnego kościoła Mariackiego. Tak do końca nie jest pewne, czy kościół ten był pierwszym, czyli najstarszym obiektem sakralnym na terenie przyszłego miasta, tzw. kościołem farnym. Hermann Riemann i Martin Wehrmann wskazywali, że w latach 60. XIII w. miasto przekazało teren pod lokalizację kościoła franciszkańskiego, co daje podstawę do wysnucia poglądu, że to właśnie tenże został uposażony w dokumencie lokacyjnym. Tym samym mógł być pierwszym kościołem, tzw. farnym. Według ks. M. Chorzępy budowę tego kościoła rozpoczęto w 1264 r.
Istnienie obiektu sakralnego dowodzi o większych skupiskach okolicznych ludzi, którzy w pierwszej kolejności stanowili rzeszę budowniczych nowego ośrodka miejskiego oraz źródło kwaterunkowe i żywieniowe dla przybywających z zewnątrz nowych osadników w pierwszych latach budowy miasta. Istnienie świątyni mogło także stanowić o lokacji miasta w obecnym miejscu nad Regą. Kolejnym aspektem był istniejący w pobliżu dzisiejszego mostu żelbetowego (ul. Nadrzeczna i J. Dąbskiego) bród, przez który wiódł szlak handlowy z Wielkopolski do Kamienia (z rozwidleniem na Trzebiatów) przez Drawsko Pomorskie, Łobez i Resko, którego należałoby bronić na wypadek ataków zbrojnych band. Szlak ten przecinał się w okolicach dzisiejszego miasta, z innym biegnącym od południowego zachodu, który wiódł od Cedyni poprzez Pyrzyce, Stargard, Trzebiatów i dalej do Kołobrzegu. Wielu rycerzy przedstawionych w akcie nadania prawa miejskiego potwierdza tylko, że okoliczne tereny od kilku pokoleń były zasiedlone. Zapewne rody te były zainteresowane stworzeniem podwalin pod przyszły ośrodek miejski, który mógł im zapewnić dodatkowe dochody, stabilizację i pomoc książęcą w rozwoju gospodarczym ich dóbr. Sama zaś lokacja była przygotowywana zapewne przez kilka miesięcy bądź lat.

### Organizacja miasta

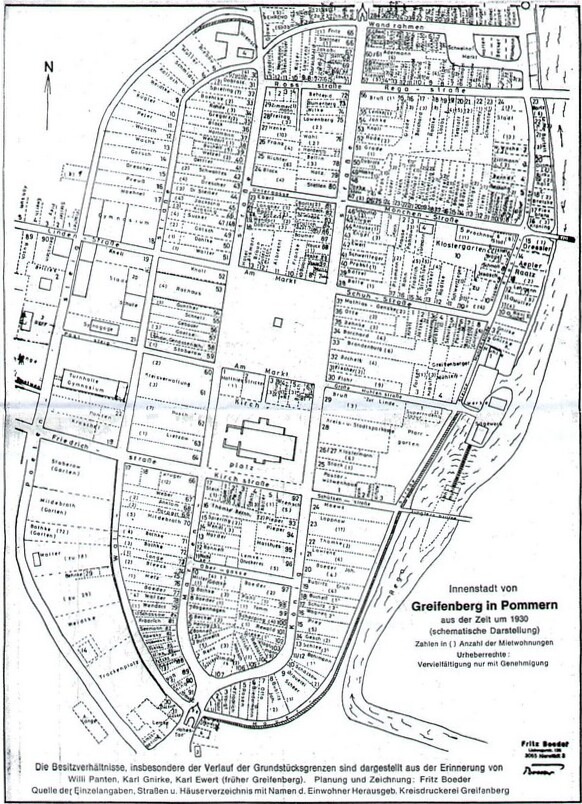
Plan Starego Miasta (Gryfice) z 1930 r.

Zasadźca miasta – Jakob von Trebetow otrzymał 20 łanów ziemi i zadanie lokacji miasta. Tenże w imieniu właściciela ziemi i na podstawie uzyskanego od niego przywileju lokacyjnego zajmował się m.in. organizacją prac mierniczych, tworzeniem miejsc targowych, sprowadzaniem potrzebnych fachowców (łac.) de diversis climatibus i osiedlaniem ich na terenie objętym lokacją. Dla miasta poza chłopami najważniejszą grupę stanowili rzemieślnicy i kupcy. Ośrodek miejski budowano zwarcie i według regularnego układu, zgodnie z wytycznymi urbanistycznymi prawa lubeckiego.
Zgodnie z obowiązującym "prawem zwyczajowym" zasadźca (po lokacji miasta) zostawał dożywotnim wójtem. Tak zapewne było w przypadku J. von Trebetowa do roku 1277, kiedy pojawia się pierwsza imienna wzmianka o radzie miasta. Najprawdopodobniej była to data śmierci zasadźcy miasta, bowiem źródła nie przekazują jego imienia po roku ustanowienia pierwszej rady miasta, co zawarł na łamach swojej publikacji Hermann Riemann. Natomiast według Stanisława Rzeszowskiego to rajcy miejscy przejęli ziemie wójta (dożywotnio nadane przez księcia Warcisława III), który był pozbawiony spadkobierców.
Nadanie prawa spowodowało nie tyle polepszenie warunków bytowych ludności, co nakładało na nią obowiązki na rzecz księcia, m.in. opłacanie stałej renty, świadczenia wojskowe, dostarczanie podwód (posług komunikacyjnych) i utrzymanie fortyfikacji. Utworzono administrację miejską i lokalne sądownictwo. Nowy ośrodek miejski uzyskał prawo celne, wyrębu lasu, połowu ryb, czasowe zwolnienie (10 lat) od myt drogowych i żeglugowych (rodzaj podatku) oraz prawo żeglugi rzecznej i morskiej. Podlegał pod kasztelanię kamieńską. W dokumencie lokacyjnym wymieniono świadków, miejscowych rycerzy słowiańskich, którzy wraz z zasadźcą i ich służebnymi otrzymali 60 łanów ziemi, spośród 100 nadanych miastu. Należeli do nich: Tessen (Cieszyn) z rodu Kamyczków, Nicolaus Tezbesslauitz (Mikołaj Cierzbisławicz), Teslaus Primzlavitz (Czesław Przemysławicz) oraz rycerze: Trebemer (Trzebimierz) i Domasslavus (Domasław).
Nowe władze przejęły dawne funkcje osiedla przedlokacyjnego. Książęta szczecińscy przekazali pod zarząd miasta znaczną część podatków, sądy i regalia. Pierwszymi kupcami, przybyszami osiedlającymi się w (łac.) Nova civitas (dziś Gryfice), byli mieszkańcy (łac.) Gripeswalde (dziś Greifswald w Niemczech). Napływ Niemców był stopniowy i nie powodował drastycznych zmian w miejscowych sferach rządzących. Na terenach należących do Świętego Cesarstwa Rzymskiego (łac. Sacrum Romanum Imperium) organizowano kampanię agitacyjną mającą na uwadze pozyskanie nowych kolonizatorów. W odezwach pańskich i biskupich odnajdujemy zapis: cyt.

Znajdziecie tam ziemię wyborną, rozległą, urodzajną, obfitującą w ryby, mięso i pastwiska (…), bądźcie w niej pierwsi, przesiedlajcie się do tej ziemi pożądanej, zamieszkujcie ją, używajcie jej rozkoszy, wam bowiem należy się to, co w niej jest najlepszego.

Mimo że odezwa bezpośrednio tyczyła ziemi wagryjskiej, która była położona w zachodniej stronie Pomorza – pośrednio odnosiła się i do pozostałych, które leżały w sferze zainteresowań osadników niemieckich. Kolonizatorzy nie tyle organizowali nowe gospodarstwa, handel i rzemiosło, co zajmowali wysokie stanowiska w mieście i powodowali odpływ swoich dochodów do Cesarstwa.

### Ustrój społeczny
Ustrój społeczeństwa pomorskiego, jaki dominował w pierwszych dekadach lokacji miasta, jest znany z opisów hagiografów Ottona z Bambergu (czasów chrystianizacji ziem zachodniopomorskich w latach 1124-1125 i 1128 r.) Słowianie zachodni byli podporządkowani pod "prawo zwyczajowe". Niejednolitość w hierarchii społecznej, jaką można zauważyć u Słowian, nie świadczyło jeszcze o podziale stanowym społeczeństwa, jakie znamy z ustroju feudalnego. Górną warstwę stanowili możni (łac.) seniores, primores, którzy byli wspierani przez (łac.) mediocres.
Wykształciła się również grupa tzw. klientów (łac.) propinqui et affines, którzy znajdowali się pod patronatem możniejszych rodu. Możni należeli do grupy poważanych i szlachetnie urodzonych rycerzy, drudzy do mniej zamożnych, pozostali natomiast do ubogich współrodowców. Rycerze posiadali ziemię oraz skupiali w swoich rękach handel i produkcję rzemieślniczą. Byli organizatorami wypraw kupieckich. Pozostali dzielili się na wolnych i nielicznych niewolnych, którzy spełniali również rolę czeladzi (łac.) familia. Tych często osadzano na wsiach z zakazem ich opuszczania. Z czasem klienci, wolni i niewolni, wykształcili warstwę włościańską, która dzierżawiła grunty od księcia bądź pana.
Włościanie posiadali wolność osobistą z możliwością swobodnego przemieszczania się i opuszczania dotychczasowych dóbr. Podlegali pod "prawo zwyczajowe", choć czasem pojawia się pogląd, że ich powinności nie podlegały żadnej legislacji. W późniejszym okresie ukształtował się podział na cztery warstwy społeczne. Przynależność do poszczególnych warstw uzależniona była od piastowanych urzędów, zamożności, wykonywanego zawodu lub czynności. Według zachowanych źródeł w okresie feudalnym panowały surowe przepisy, które tyczyły poddanych.

### Wytyczne prawa lubeckiego

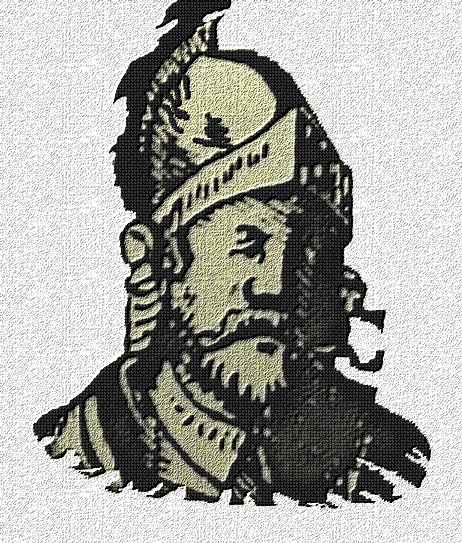
Książę Barnim I Dobry

Zgodnie z wytycznymi prawa lubeckiego (niem.) Lübisches Recht na mieszkańcach spoczywało wiele obowiązków, do których zaliczały się i normy etyczne, m.in. harmonijne kształtowanie zasad współżycia międzyludzkiego. Znane kodeksy prawa lubeckiego, które zachowały się do naszych czasów, zawierają zbiory regulacji prawnych, tj. prawa ustawodawczego, sądowniczego, monetarnego, budowlanego i obyczajowego. Normy te obowiązywały od 1226 r. we wszystkich ośrodkach miejskich (ponad 140 miast), które były założone na tych zasadach, w tym i (łac.) Nova civitas (dziś Gryfice).
Na rynku wydawniczym ukazała się naukowa publikacja Tadeusza Domagały, Decretum Civitatis Danceke – gdański kodeks prawa lubeckiego z 1263 roku, wydana przez Muzeum Historyczne Miasta Gdańska w 2005 r., która ukazuje wszelkie aspekty kształtowania się tego prawa w średniowieczu.

## Potwierdzenie prawa miejskiego
Po śmierci Warcisława III w 1264 r. i braku potomstwa w linii męskiej właścicielem jego ziem został jego kuzyn Barnim I, zwany Dobrym. 21 września 1264 r. miejscowość otrzymała potwierdzenie prawa, które były nadane dwa lata wcześniej, dalsze przywileje i zwolnienia z podatku na 10 lat, dzięki czemu mogła znacznie rozwijać się.
Z tego okresu pochodzi nazwa miasta  (dolnoniem.) Griphemberch od (łac.) Civitas Griphemberch super Regam (pol. Gryfiogóra – miasto nad rzeką Regą).

### Źródła online
- Prümers R., Pommersches Urkundenbuch (łac.), T. 2, cz. 1, 1254–1278, Stettin 1881, [dostęp 2011-06-10].

### Opracowania
- Chłopocka H., Leciejewicz L., Wieczorowski T., Okres wczesnofeudalny do roku 1237 [w]: Labuda G. (pod red.), Dzieje Szczecina, T. II, Warszawa–Poznań 1985.
- Ks. Chorzępa M., Kościelne dzieje Gryfic (1262-1962) [w]: Cieśliński A. (pod red.), Zeszyty Gryfickie, nr 1, Gryfice 2001.
- Dopierała B., Polskie losy Pomorza Zachodniego, Poznań 1970.
- Dworaczyk M., Gryfice – stare czy nowe miasto nad Regą? Głos archeologa w dyskusji [w]: Majewska A. (pod red.), Pomorze wczoraj – dziś – jutro: miasta i miasteczka pomorskie: materiały = Pommern Gestern, Heute, Morgen: pommersche Städte und Städtchen: Materialien, Stargard - Pruszcz Gdański 2010.
- Dworaczyk M., Od epoki kamienia do okresu rzymskiego [w]: XIV Sesja pomorzoznawcza, cz. 1, Gdańsk 2005.
- Kowalenko W., Związki Słowian zachodnich i Polski z Bałtykiem [w]: Ślaski K. (pod red.), Pomorze Zachodnie – nasza ziemia ojczysta, Poznań 1960.
- Kratz G., Die Städte des Provinz Pommern, Berlin 1865.
- Rymar E., Rodowód książąt pomorskich, Szczecin 2005.
- Podralski J., Materiały źródłowe do dziejów Ziemi Gryfickiej w Archiwum Państwowym w Szczecinie [w]: Cieśliński A. (pod red.), Zeszyty Gryfickie, nr 1, Gryfice 2001.
- Podralski J., Źródła do dziejów Ziemi Gryfickiej [w]: Białecki T. (pod red.), Ziemia Gryficka 1969, Gryfickie Towarzystwo Kultury w Gryficach, Szczecin 1971.
- Rzeszowski S., Z dziejów Gryfic [w]: Białecki T. (pod red.), Ziemia Gryficka 1969, Gryfickie Towarzystwo Kultury w Gryficach, Szczecin 1971.
- Siuchniński M., Miasta polskie w tysiącleciu, T. II, Wrocław 1967.
- Szymański J.W., Książęcy ród Gryfitów, Goleniów-Kielce 2006.
- Szymański J., Nauki pomocnicze historii, Warszawa 2002.
- Ślaski K., Dzieje Ziemi Kołobrzeskiej do czasów jej germanizacji [w]: Roczniki Towarzystwa Naukowego w Toruniu, R. 51, zesz. 1, Toruń 1946.
- Wehrmann M., Geschichte von Land und Stadt Greifenberg (Kreis Greifenberg), Greifenberg/Pommern 1927.
- Wikarjak J. (pod red.), Pomorze Zachodnie w żywotach Ottona, Warszawa 1979.
- Wołągiewicz R., Z badań archeologicznych w Lubieszewie nad osadnictwem w późnej starożytności i wczesnym średniowieczu [w]: Białecki T. (pod red.), Ziemia Gryficka 1969, Gryfickie Towarzystwo Kulturalne w Gryficach, Szczecin 1971.

### Opracowania online
- Baran M., Średniowieczne dokumenty książąt pomorskich (pol.), [dostęp 2011-06-17].
- Drigdsdahl E., Breton Calendar in Latin Hours for the use of Rennes, Brittany c. 1420-1430 Brandeis Libraries - Special Collections (ang.), [dostęp 2011-06-10].
- Parafia NMP Wspomożenia Wiernych w Zalesiu Dolnym (strona oficjalna), Rok kościelny (pol.), [dostęp 2011-06-16].
- Piotrowski P., Kodeks lubecki – drukowana historia miasta (pol.), [dostęp 2011-06-11].
- Rajman J., Grody kasztelańskie a średniowieczne miasta (z genezy pomorskich miast) [w]: Słupskie prace geograficzne nr 6, (2009), [dostęp 2011-09-10].
- Rembowski Ł., Miary powierzchni (pol.), [dostęp 2011-06-10].
- Riemann H., Geschichte der Stadt Greifenberg in Pommern: eine Gedächtnissschrift zum sechshundertjährigen Jubiläum der Stadt (niem.), Toepler, Greifenberg/Pommern 1862.
- Rzetelska-Feleszko E., Problem odtworzenia dawnych stosunków etnicznych na Pomorzu Zachodnim na podstawie materiału onomastycznego (pol.), [dostęp 2011-06-11].
- Ks. Zachara M., Komentarz: Oktawa Narodzenia Pańskiego (pol.), [dostęp 2011-06-11].